# Goniobranchus cazae
Goniobranchus cazae is een slakkensoort uit de familie van de Chromodorididae. De wetenschappelijke naam van de soort is voor het eerst geldig gepubliceerd in 2004 door Gosliner & Behrens.